# 里夫島
64°55′S 63°58′W / 64.917°S 63.967°W
里夫島（英語：Reeve Island）是南極洲的島嶼，處於奈特島和弗賴爾島之間，屬於威廉群島中沃沃曼斯群島的一部分，在1950年被繪入阿根廷地圖，現時由南極條約體系管理。